# Джонс, Нейтан
Не́йтан Джонс (англ. Nathan Jones; род. 21 августа 1970, Голд-Кост, Квинсленд, Австралия) — австралийский актёр, чемпион пауэрлифтингу (World Strength Championship) и бывший рестлер.
Наиболее известен своим участием в WWE, где выступал на бренде SmackDown!. В World Wrestling All-Stars он однажды стал чемпионом мира WWA в тяжелом весе.

## Биография
В 1987 году Джонс в возрасте 17 лет был приговорен к 16 годам заключения в тюрьме Boggo Road Gaol за восемь вооруженных ограблений в период с 1985 по 1987 год, два из которых произошли в Тасмании. Во время ограблений он стал одним из самых разыскиваемых преступников в Австралии и в итоге отсидел семь лет в тюрьме строгого режима. В 1994 году Джонсу сократили срок на один год за работы в тюрьме, после чего он вышел на свободу в возрасте 25 лет. В тюрьме он познакомился с пауэрлифтингом. Предполагается, что в это время он также начал принимать стероиды. За короткий промежуток времени он стал национальным чемпионом Австралии по пауэрлифтингу. Тренерами Нейтана Джонса были Майк Белл (Mike Bell) и Том Ховард (Tom Howard).
Джонс начал выступать на соревнованиях по силовому экстриму, за внушительную физическую форму его прозвали «The Megaman». В 1994 году он стал победителем турнира Callender Grand Prix, 23—30 июля 1995 года он принял участие в World Strength Championship (Калландер, Шотландия) и занял первое место. Через неделю на World Muscle Power Classic (Минтло, Абердиншир, Шотландия) он стал пятым среди двенадцати участников. Также Джонс выиграл турнир «Самый сильный человек Австралии», в том же самом году.
Будучи силачом, Джонс получил известность как человек, которому Магнус Самуэльсон на World’s Strongest Man 1995 года сломал руку.
Проработав какое-то время телохранителем австралийского мультимиллионера Рене Ривкина (Rene Rivkin), Нейтан Джонс начал карьеру рестлера. Он выступал в WWA (World Wrestling All-Stars). 7 апреля 2002 года он стал победителем на чемпионате мира WWA в тяжёлом весе (WWA World Heavyweight Championship). В конце 2002 — начале 2003 годов Нейтан Джонс стал выступать на поединках перед проведением боёв WWE (World Wrestling Entertainment). Он также выступал в программе SmackDown!.
В 2005 году Джонс провёл последние три матча World Series Wrestling: 5 октября он победил Ли Стара (Lee Star), 7 и 8 октября одержал победу над Марком Хилтоном (Mark Hilton). После второго матча с Хилтоном Нейтан Джонс завершил карьеру рестлера.
Помимо участия в боях Нейтан Джонс снимался в кино. К числу фильмов с его участием относятся «Первый удар» («Police Story 4: First Strike», 1996), «Троя» («Troy», 2004), «Честь дракона» (2005), «Бесстрашный» («Fearless», 2006), «Приговорённые» («The Condemned», 2007), «Астерикс на Олимпийских играх» («Asterix at the Olympic Games», 2008), «Конан-варвар» («Conan the Barbarian», 2011), «Безумный Макс: Дорога ярости» («Mad Max: Fury Road», 2015), «Никогда не сдавайся 3» («Never Back Down: No Surrender», 2016).

## Фильмография

### Телевидение
- 1997: «Doom Runners» — Вик[4]

### Кино
- 1996 — Первый удар (фильм) — Наёмный убийца[4]
- 2004 — Троя — Boagrius[1][4]
- 2005 — Честь дракона — Т. К.[4]
- 2006 — Бесстрашный — Геркулес О’Брайан
- 2007 — Приговорённые — Petr Raudsep[1][4]
- 2008 —Somtum — Барни Эмеральд[4]
- 2008 — Астерикс на Олимпийских играх — Гумунгус[4]
- 2011 — Конан-варвар — Akhun[4]
- 2014 — Ферма чарли — Charlie Wilson
- 2015 — Безумный Макс: Дорога ярости — Риктус Эректус[4]
- 2016 — Никогда не сдавайся 3 — Брага
- 2016 — Летающий Джатт — Ракка (главный антагонист, Индия)
- 2017 — Кабан — Bernie
- 2019 — Форсаж: Хоббс и Шоу
- 2021 — Мортал Комбат — Рейко
- 2022 — Спайдерхед — Роган
- 2024 — Фуриоса: Хроники Безумного Макса — Риктус Эректус

## Титулы и достижения
- Pro Wrestling Illustrated
  - № 137 в топ 500 рестлеров в рейтинге PWI 500 в 2003[5]
- Pro Wrestling ZERO1-MAX
  - Интерконтинентальный командный чемпион NWA (1 раз) – с Джоном Хайденрайхом[6][7]
- World Wrestling All-Stars
  - Чемпион мира WWA в тяжёлом весе (1 раз)
- Wrestling Observer Newsletter
  - Самый позорный рестлер (2003)
  - Худший рестлер (2003)